# Zivilschutzbunker Köln-Kalk

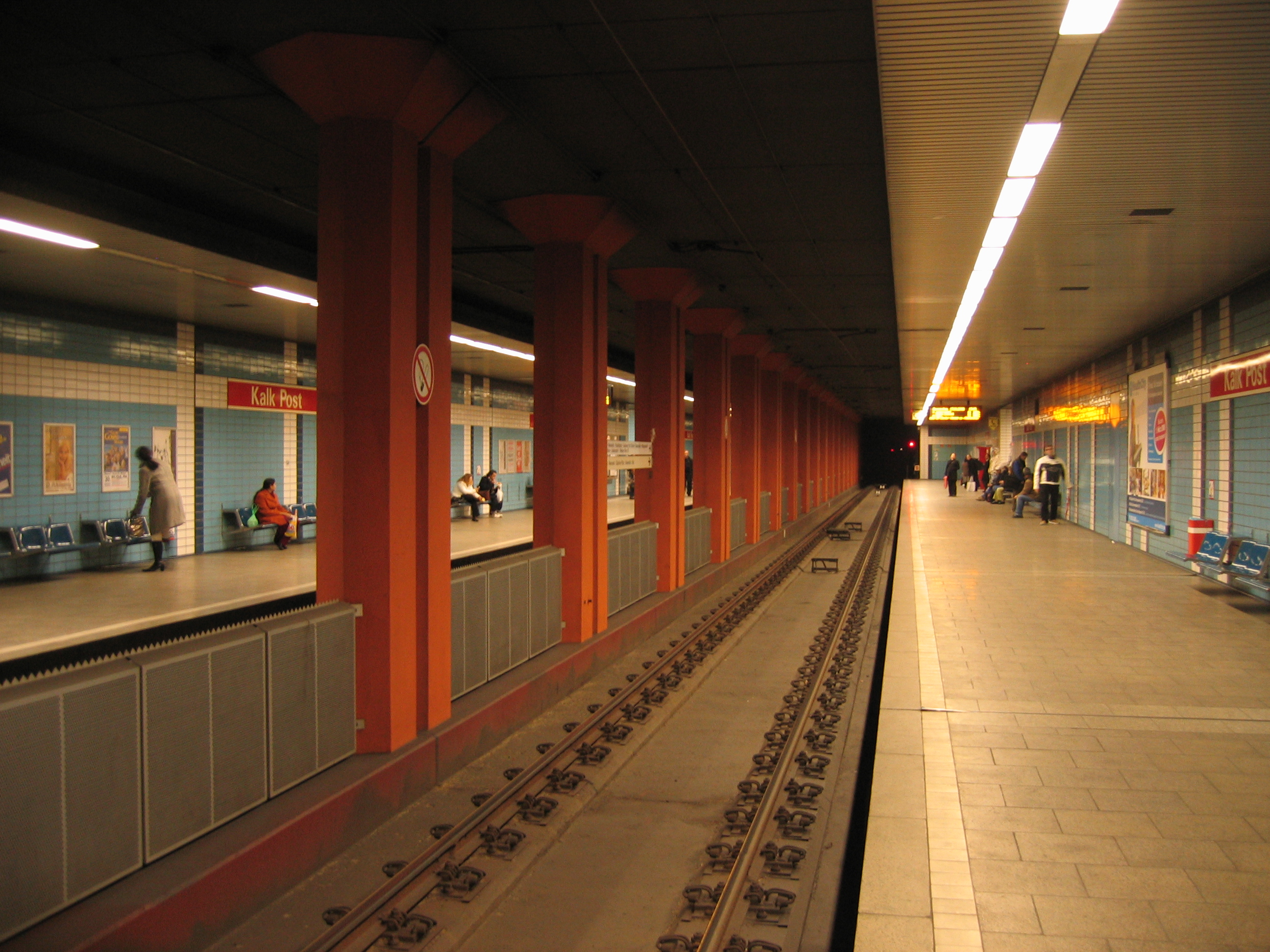
Die U-Bahn-Station Kalk Post der Stadtbahn Köln (2008)

Der Zivilschutzbunker Köln-Kalk (Zivilschutz-Mehrzweckanlage Kalker Hauptstraße) wurde 1979 für 2366 Personen gebaut, die darin im Falle eines Atomkrieges 14 Tage überleben sollten. Der Bunker ist ein Relikt des Kalten Krieges und die einzige komplett erhaltene Zivilschutzanlage in Köln.

## Geschichte
Ende der 1970er Jahre waren in Köln neun bis zehn unterirdische Zivilschutzanlagen geplant. In der U-Bahn-Station Rudolfplatz blieb es bei einigen Teilbauten, die nicht mehr zugänglich sind. Die Anlage in Kalk wurde als einzige fertiggestellt. Der Bau war nicht als Schutz für einen direkten Treffer mit Atomwaffen ausgelegt, sollte aber Schutz gegen herabfallende Trümmer und radioaktive Niederschläge bieten.
Der Zivilschutzbunker wurde 1979 gleichzeitig mit der U-Bahn-Haltestelle Kalk Post unter der Kalker Hauptstraße gebaut und bildet gemeinsam mit der Bahnstation über zwei Etagen die Zivilschutz-Mehrzweckanlage Kalker Hauptstraße. Der Bau der Anlage kostete schätzungsweise sieben Millionen Mark. Sie konnte mit gasdichten Tunnelabschlüssen hermetisch verschlossen und durch rund 40 Zentimeter dicke, gepanzerte Stahltüren der Bochumer Eisenhütte Heintzmann abgeriegelt werden. 
Im Inneren sollten sich bei einem atomaren Angriff 2366 Personen für zwei Wochen in Sicherheit bringen können; die Anlage sollte auch gegen biologische und chemische Waffen schützen. Im eigentlichen Bunker, der mit 1,40 Meter dickem Beton ummantelt ist, führt ein 75 Meter langer Gang zu den Räumen, in denen die Versorgung der Menschen organisiert werden sollte: ein Erste-Hilfe-Raum, eine Krankenstation – auch für Operationen geeignet – und 354 vierstöckige Sitz-Liege-Kombinationen sowie Lebensmittelrationen. Die Fläche des Bunkers erstreckt sich über 4000 Quadratmeter, das entspricht 1,7 Quadratmetern pro Person. Laut Notfallplan sollten auch vor dem Kiosk im Eingangsbereich und auf den Bahnsteigen eine Etage tiefer Feldbetten für 354 Menschen aufgestellt werden sowie Straßenbahnzüge im Notfall von beiden Seiten in die Haltestelle einfahren und ebenfalls als Quartiere für 432 Personen dienen. Bei einem Zusammenbruch des öffentlichen Versorgungssystems sollten Pumpen Trinkwasser aus einem eigenen Brunnen fördern und ein riesiger Schiffsmotor Strom erzeugen, auch für die komplizierte Lüftungsanlage.
Robert Schwienbacher, der Vorsitzende der Kölner Dokumentationsstätte Kalter Krieg, nimmt an, dass der Bunker als Schutzort für die Menschen nur dann seinen Zweck hätte erfüllen können, wenn der Atomschlag zwei Wochen zuvor angekündigt worden wäre. Er geht davon aus, dass er nicht in Betrieb hätte genommen werden können, wenn die Bedienmannschaft nicht rechtzeitig eingetroffen wäre. Auch sollten einzig Durchreisende des Verkehrsknotenpunkts Deutz/Trimbornstraße eingelassen werden, die Anwohner hingegen ihre eigenen privaten Schutzräume haben. Unklar blieb, wie Menschen nach einem erfolgten Angriff nach zwei Wochen im Bunker in einer zerstörten und kontaminierten Umwelt hätten überleben sollen.

## Dokumentationsstätte des Kalten Kriegs
2005 wurde der Bunker außer Dienst gestellt, und die technischen Anlagen wurden seitdem nicht mehr gewartet. Die Räume sollten ursprünglich ab 2014 als Lager genutzt werden. Seit 2016 ist der Bunker jedoch zur Besichtigung freigegeben, derzeit an jedem ersten Sonntag im Monat (Stand 2019). Da es eine lange Warteliste von Interessenten gibt, wurde ein virtueller 3D-Rundgang erstellt, der über das Internet angeschaut werden kann. Betreut wird das Objekt ehrenamtlich vom Verein „Dokumentationsstätte Kalter Krieg“, einer Ausgründung des Kölner Festungsmuseums, das preußische Forts und Bunker aus dem Zweiten Weltkrieg betreut.